# Стар, Элвис Джекоб
Элвис Джекоб Стар, мл. (англ. Elvis Jacob Stahr, Jr.; 9 марта 1916 года, Хикмен, штат Кентукки, США — 11 ноября 1998 года, Гринуич, штат Коннектикут, США) — американский организатор высшей школы и государственный деятель, министр армии США (1961—1962).

## Биография
Родился в семье Элвиса Стара, судьи округа Фултон, штат Кентукки. В 1936 г. окончив Кентуккийский университет, продолжил обучение на юридическом факультет Мёртон-колледжа Оксфорда. Затем занимался юридической практикой в Нью-Йорке, изучал китайский язык в Йельском университете. Во время Второй мировой войны служил в боевых частях в Китае в звании подполковника армии США.
В послевоенное время продолжил юридическую практику в Нью-Йорке. В 1947 г. стал профессором права в Университете штата Кентукки. Вскоре занял пост декана юридического колледжа Университета Кентукки, который занимал до 1956 г., когда был избран президентом университета, участвовал в процессе десегрегации высшей школы. Во время Корейской войны взял 16-месячный отпуск к служил специальным помощником министра армии США Фрэнка Пэйса. В 1957—1958 гг. — вице-канцлер Университета Питтсбурга; в 1958—1961 гг. — президент Университета Западной Виргинии.
В 1961—1962 гг. — министр армии США в администрации Джона Кеннеди. На этот период пришлись Берлинский кризис 1961 года и Операция в заливе Свиней. Министром был инициирован процесс реорганизации армии: реформирована структура дивизии, расширены методы взаимодействия с местным населением (Civic Action). Он также мобилизовал силы Национальной гвардии Алабамы в 1961 г., когда Кеннеди осуществил десегрегацию Университета Алабамы. В 1962 г. политики подал в отставку, чтобы стать президентом Индианского университета.
В 1962—1968 гг. — президент Индианского университета. Объединил кампусы Gary и Calumet в Индианский университет Северо-Западный, организовал Индианский университет в Форт-Уэйне, основал Школу библиотечных и информационных наук и установил партнерские отношения со школой искусств «Herron School of Art» в Индианаполисе.
В 1968—1981 гг. председатель Национального Одюбоновского общества. Под его руководством число членов Общества выросло более чем в четыре раза до почти 400 000 человек. Как президент Одюбоновского общества, сумел добиться сохранения экорегиона Эверглейдс во Флориде от коммерческого и промышленного развития, боролся за заключение международных соглашений по китобойному промыслу, и реализовал кампанию по либерализации налоговых законов, чтобы позволить благотворительным организациям лоббировать вопросы государственной политики.
Затем занимался юридической практикой в Вашингтоне, лоббировал решение экологических проблем. Также был членом нескольких корпоративных советов директоров, в том числе Chase Manhattan Corp. и Acadia Mutual Life Insurance Co. За свою деятельность получил более 27 почетных степеней различных колледжей и университетов.